# Phare de Pladda
Le phare de Pladda est un phare édifié à l'extrémité sud de l'île de Pladda (en gaélique écossais :Pladaigh),dans le Firth of Clyde, un bras de mer du comté de Ayrshire à l'ouest de l'Écosse.
Ce phare est géré par le Northern Lighthouse Board (NLB) à Édimbourg,l'organisation de l'aide maritime des côtes de l'Écosse.

## Histoire

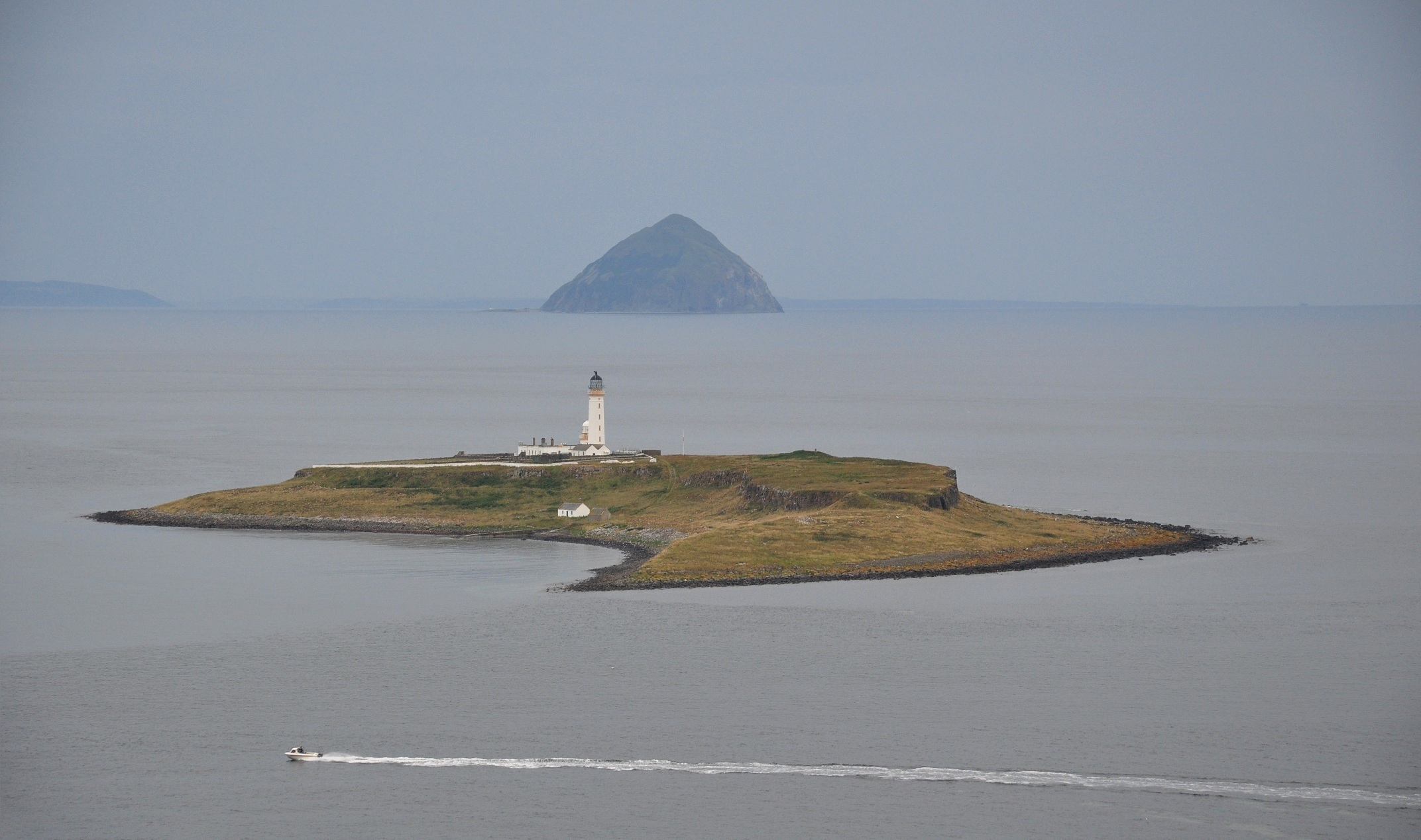
Pladda et Ailsa Craig

Le phare date de 1790 et a été conçu par l'ingénieur Thomas Smith. Ce fut la première lumière érigée sur le Firth of Clyde à être commandé par le NLB.
À l'origine, il avait à la fois une lumière supérieure et une lumière inférieure pour la distinguer des trois autres phares dans le Firth de Clyde. En 1876, Pladda fut la troisième station pour à être équipé d'une corne de brume. Les deux feux ont été remplacés par un puissant système de feu clignotant en 1901. Les gardiens du phare ont été retirés en 1990 lorsque celui-ci a été automatisé. Il est maintenant surveillé à distance à partir du siège de la Northern Lighthouse Board à Édimbourg.
La tour du phare mesure 29 m de hauteur, avec galerie et lanterne, et il y a 128 marches pour accéder à la lanterne. Dans des conditions normales, ses 3 flashs blancs consécutifs, toutes les 30 secondes, sont visibles jusqu'à 31 km. Cela marque l'entrée de l'estuaire de la Clyde. Le phare est peint en blanc avec un entourage ocre sous la lanterne noire. Il est attenant à la maison des gardiens d'un seul étages et des bâtiments annexes.

### Lien connexe
- Liste des phares en Écosse